# Houria Bouteldja
Houria Bouteldja (Constantina, 5 de gener de 1973) és una activista política francoalgeriana. És la portaveu del Partit dels Indígenes de la República (PIR) una formació que malda pel reconeixement i organització de les persones racialitzades a l'Estat francès. Es defineix com a militant antiracista compromesa contra la islamofòbia i el neocolonialisme. Ha estat objecte de nombroses controvèrsies en ser acusada d'antisemita, homòfoba, sexista, comunitarista i racista.
| « | El racisme és un sistema nascut al mateix moment que l'expansió capitalista a les Amèriques el 1492. És el sistema que permet l'acumulació del capital perquè el treball dels esclaus era gratuït i el benefici total. | » |

Bouteldja proposa una aliança entre el moviment antiracista i antifeixista a fi de crear una «majoria descolonial» contra el poder neoliberal i imperialista.

## Obra publicada
- Los blancos, los judíos y nosotros (Ediciones Akal, 2017)[5]